# Melanesia luzonensis
Melanesia luzonensis är en insektsart som beskrevs av Frederick Arthur Godfrey Muir 1916. Melanesia luzonensis ingår i släktet Melanesia och familjen sporrstritar. Inga underarter finns listade i Catalogue of Life.